# Charlie Nguyễn
Charlie Nguyễn, né Nguyễn Chánh Trực le 25 septembre 1968 à Hô Chi Minh-Ville, est un réalisateur américano-vietnamien de cinéma.
Il est le frère aîné de l'acteur d'art martiaux Johnny Tri Nguyen. Il a coproduit Tigre et Dragon 2 (2016) de Yuen Woo-ping. Il a ensuite déclaré « Je suis heureux de pouvoir faire des films vietnamiens. En fait, je n'aime pas vraiment les films d'action. J'aime beaucoup de genres de films différents »,.

## Filmographie
- 1994 : Thời Hùng Vương 18
- 2001 : Vật đổi sao dời (vi)
- 2007 : Dòng máu anh hùng (vi)
- 2010 : Để Mai tính (vi)
- 2011 : Long Ruồi (vi)
- 2012 : Cưới ngay kẻo lỡ (vi)
- 2013 : Bụi đời Chợ Lớn (vi)
- 2013 : Tèo em (vi)
- 2014 : Để Mai tính 2 (vi)
- 2016 : Fan cuồng
- 2018 : Chàng vợ của em